# Mutação germinativa

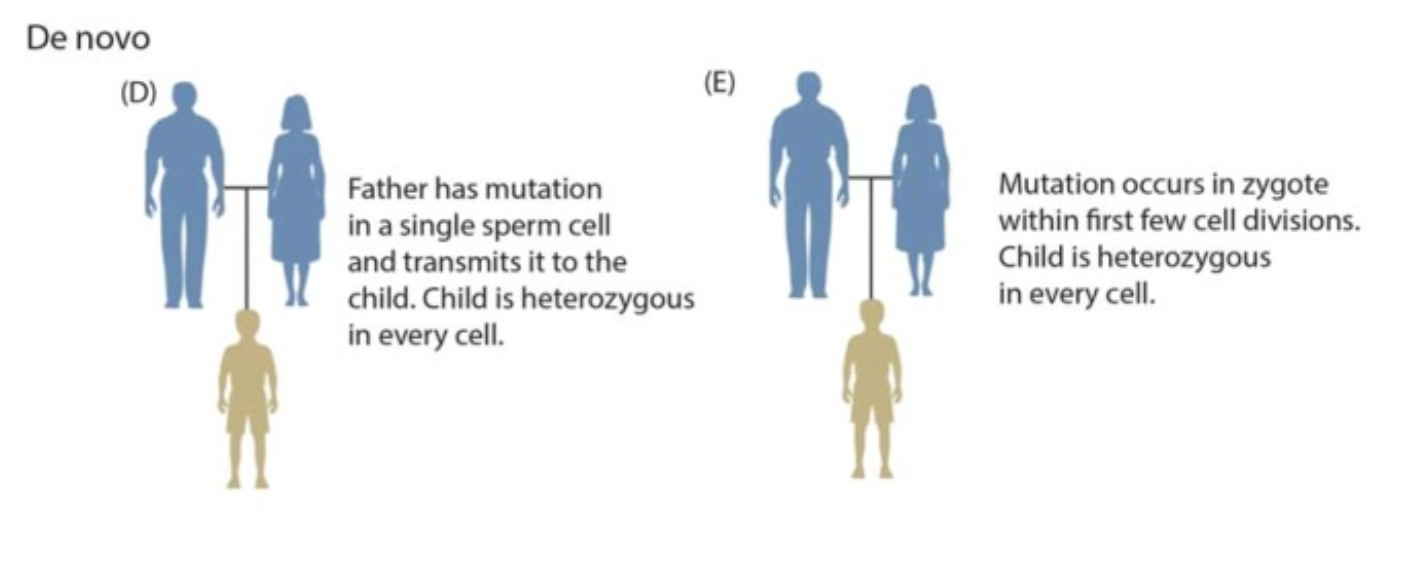
Transmissão de uma mutação de novo em células germinativas para a prole.

Uma mutação germinativa é qualquer variação detectável nas células germinativas (células que, quando totalmente desenvolvidas, tornam-se espermatozoides e óvulos). As mutações nessas células são as únicas mutações que podem ser transmitidas à prole, quando um espermatozoide ou um ovócito mutado se juntam para formar um zigoto. Depois que esse evento de fertilização ocorre, as células germinativas se dividem rapidamente para produzir todas as células do corpo, fazendo com que essa mutação esteja presente em todas as células somáticas e germinativas da prole; isso também é conhecido como mutação constitucional. A mutação germinativa é diferente da  mutação somática.
As mutações germinativas podem ser causadas por uma variedade de fatores endógenos (internos) e exógenos (externos) e podem ocorrer durante todo o desenvolvimento do zigoto. Uma mutação que surge somente nas células germinativas pode resultar em descendentes com uma condição genética que não está presente em nenhum dos pais; isso ocorre porque a mutação não está presente no restante do corpo dos pais, somente na linha germinativa.

## Mutagênese
As mutações germinativas podem ocorrer antes da fertilização e durante vários estágios do desenvolvimento do zigoto. O momento em que a mutação surge determinará o efeito que ela terá sobre a prole. Se a mutação surgir no espermatozoide ou no ovócito antes do desenvolvimento, então a mutação estará presente em todas as células do corpo do indivíduo. Uma mutação que surge logo após a fertilização, mas antes que as células germinativas e somáticas sejam determinadas, a mutação estará presente em uma grande proporção das células do indivíduo, sem tendência para as células germinativas ou somáticas; isso também é chamado de mutação gonossômica. Uma mutação que surge mais tarde no desenvolvimento do zigoto estará presente em um pequeno subconjunto de células somáticas ou germinativas, mas não em ambas.

## Causas

### Fatores endógenos
Uma mutação germinativa geralmente surge devido a fatores endógenos, como erros na replicação celular e danos oxidativos. Esses danos raramente são reparados de forma imperfeita, mas, devido à alta taxa de divisão das células germinativas, podem ocorrer com frequência.
As mutações endógenas são mais proeminentes nos espermatozoides do que nos óvulos. Isso ocorre porque os espermatócitos passam por um número maior de divisões celulares ao longo da vida de um homem, resultando em mais ciclos de replicação que poderiam resultar em uma mutação do DNA. Erros no óvulo materno também ocorrem, mas em uma taxa menor do que no esperma paterno. Os tipos de mutações que ocorrem também tendem a variar entre os sexos. Os óvulos da mãe, após a produção, permanecem em estase até que cada um seja utilizado na ovulação. Foi demonstrado que esse longo período de estase resulta em um número maior de deleções, duplicações, inserções e transversões cromossômicas e de grandes sequências. O esperma do pai, por outro lado, passa por uma replicação contínua durante toda a sua vida, resultando em muitas mutações pontuais pequenas que resultam de erros na replicação. Essas mutações geralmente incluem substituições, deleções e inserções de um único par de bases.
O dano oxidativo é outro fator endógeno que pode causar mutações germinativas. Esse tipo de dano é causado por espécies reativas de oxigênio que se acumulam na célula como um subproduto da respiração celular. Essas espécies reativas de oxigênio não têm um elétron e, por serem altamente eletronegativas (têm uma forte atração de elétrons), elas arrancam um elétron de outra molécula. Isso pode iniciar o dano ao DNA porque faz com que a guanina do ácido nucleico se transforme em 8-oxoguanina (8-oxoG). Essa molécula de 8-oxoG é, então, confundida com uma timina pela DNA polimerase durante a replicação, causando uma transversão G>T em uma fita de DNA e uma transversão C>A na outra.

### Linha germinativa masculina
Em camundongos e humanos, a taxa de mutação espontânea na linha germinativa masculina é significativamente menor do que nas células somáticas. Além disso, embora a taxa de mutação espontânea na linha germinativa masculina aumente com a idade, a taxa de aumento é menor do que nos tecidos somáticos. Na população de espermatogônias-tronco testiculares, a integridade do DNA parece ser mantida por processos altamente eficazes de vigilância de danos ao DNA e de reparo protetor do DNA. O aumento progressivo da taxa de mutação com a idade na linha germinativa masculina pode ser resultado de um declínio na precisão do reparo de danos ao DNA ou de um aumento nos erros de replicação do DNA. Após a conclusão da espermatogênese, os espermatozóides diferenciados formados não têm mais a capacidade de reparar o DNA e, portanto, são vulneráveis ao ataque de radicais livres oxidativos predominantes que causam danos oxidativos ao DNA. Esses espermatozoides danificados podem sofrer morte celular programada (apoptose).

### Fatores exógenos
Uma mutação germinativa também pode ocorrer devido a fatores exógenos. Semelhante às mutações somáticas, as mutações germinativas podem ser causadas pela exposição a substâncias nocivas que danificam o DNA das células germinativas. Esse dano pode, então, ser reparado perfeitamente, e nenhuma mutação estará presente, ou reparado imperfeitamente, resultando em uma variedade de mutações. Os agentes mutagênicos exógenos incluem produtos químicos nocivos e radiação ionizante; a principal diferença entre as mutações germinativas e as mutações somáticas é que as células germinativas não são expostas à radiação UV e, portanto, não costumam sofrer mutações diretas dessa maneira.

## Implicações clínicas
Diferentes mutações germinativas podem afetar um indivíduo de forma diferente, dependendo do restante de seu genoma. Uma mutação dominante requer apenas um único gene mutado para produzir o fenótipo da doença, enquanto uma mutação recessiva requer que ambos os alelos estejam mutados para produzir o fenótipo da doença. Por exemplo, se o embrião herdar um alelo já mutado do pai e o mesmo alelo da mãe sofrer uma mutação endógena, a criança apresentará a doença relacionada a esse gene mutado, mesmo que apenas um dos pais seja portador do alelo mutante. Esse é apenas um exemplo de como uma criança pode apresentar uma doença recessiva enquanto um gene mutante é carregado apenas por um dos pais. A detecção de anormalidades cromossômicas pode ser encontrada no útero para determinadas doenças por meio de amostras de sangue ou ultrassom, bem como procedimentos invasivos, como a amniocentese. A detecção posterior pode ser feita por meio de triagem do genoma.

### Câncer
As mutações nos genes supressores de tumores ou proto-oncogenes podem predispor um indivíduo a desenvolver tumores. Estima-se que as mutações genéticas herdadas estejam envolvidas em 5 a 10% dos cânceres. Essas mutações tornam uma pessoa suscetível ao desenvolvimento de tumores se a outra cópia do oncogene sofrer mutação aleatória. Essas mutações podem ocorrer em células germinativas, o que permite que sejam hereditárias. Os indivíduos que herdam mutações germinativas no P53 são predispostos a determinadas variantes de câncer porque a proteína produzida por esse gene suprime os tumores. Os pacientes com essa mutação também correm o risco de desenvolver a síndrome de Li-Fraumeni. Outros exemplos incluem mutações nos genes BRCA1 e BRCA2, que predispõem ao câncer de mama e de ovário, ou mutações no MLH1 [en], que predispõem ao câncer colorretal hereditário sem polipose.

### Doença de Huntington
A doença de Huntington é uma mutação autossômica dominante no gene HTT. O distúrbio causa degradação no cérebro, resultando em movimentos e comportamentos incontroláveis. A mutação envolve uma expansão de repetições na proteína Huntington, fazendo com que ela aumente de tamanho. Os pacientes que têm mais de 40 repetições provavelmente serão afetados. O início da doença é determinado pela quantidade de repetições presentes na mutação; quanto maior o número de repetições, mais cedo os sintomas da doença aparecerão. Devido à natureza dominante da mutação, é necessário apenas um alelo mutado para que a doença seja efetiva. Isso significa que, se um dos pais for afetado, o filho terá 50% de chance de herdar a doença. Essa doença não tem portadores porque, se um paciente tiver uma mutação, ele (muito provavelmente) será afetado. A doença normalmente tem um início tardio, portanto, muitos pais têm filhos antes de saberem que têm a mutação. A mutação HTT pode ser detectada por meio do exame genético.

### Trissomia do cromossomo 21
A trissomia do cromossomo 21 (também conhecida como síndrome de Down) resulta do fato de a criança ter três cópias do cromossomo 21. Essa duplicação do cromossomo ocorre durante a formação da célula germinativa, quando ambas as cópias do cromossomo 21 terminam na mesma célula-filha da mãe ou do pai, e essa célula germinativa mutante participa da fertilização do zigoto. Outra maneira mais comum de isso ocorrer é durante o primeiro evento de divisão celular após a formação do zigoto. O risco de trissomia do cromossomo 21 aumenta com a idade materna, sendo que o risco é de 1/2000 (0,05%) aos 20 anos, aumentando para 1/100 (1%) aos 40 anos. Essa doença pode ser detectada por procedimentos não invasivos e invasivos no período pré-natal. Os procedimentos não invasivos incluem a varredura do DNA fetal pelo plasma materno por meio de uma amostra de sangue.

### Fibrose cística
A fibrose cística é um distúrbio autossômico recessivo que causa uma variedade de sintomas e complicações, sendo a mais comum um revestimento mucoso espesso no tecido epitelial do pulmão devido à troca inadequada de sal, mas também pode afetar o pâncreas, os intestinos, o fígado e os rins. Muitos processos corporais podem ser afetados devido à natureza hereditária dessa doença; se a doença estiver presente no DNA do espermatozoide e do óvulo, ela estará presente em essencialmente todas as células e órgãos do corpo; essas mutações podem ocorrer inicialmente nas células germinativas ou estar presentes em todas as células parentais. A mutação mais comum observada nessa doença é a ΔF508, que significa uma deleção do aminoácido na posição 508. Se ambos os pais tiverem uma proteína CFTR mutada, seus filhos terão 25% de chance de herdar a doença. Se uma criança tiver uma cópia mutada da CFTR, ela não desenvolverá a doença, mas se tornará portadora da doença. A mutação pode ser detectada antes do nascimento por meio de amniocentese ou após o nascimento por meio de triagem genética pré-natal.

## Terapias atuais
Muitos distúrbios mendelianos resultam de mutações pontuais dominantes dentro dos genes, incluindo fibrose cística, beta-talassemia, anemia falciforme e doença de Tay-Sachs. Ao induzir uma quebra de fita dupla nas sequências que cercam a mutação pontual causadora da doença, uma célula em divisão pode usar a fita não mutada como modelo para reparar a nova fita de DNA quebrada, eliminando a mutação causadora da doença. Muitas técnicas diferentes de edição do genoma foram usadas e, especialmente, para a edição de mutações germinativas em células germinativas e zigotos em desenvolvimento; no entanto, embora essas terapias tenham sido amplamente estudadas, seu uso na edição da linha germinativa humana é limitado.

### Edição CRISPR/Cas9

O sistema de edição CRISPR é capaz de atingir sequências de DNA específicas e, usando um modelo de DNA doador, pode reparar mutações dentro desse gene

Esse sistema de edição induz uma quebra de fita dupla no DNA, usando um RNA-guia e a proteína efetora Cas9 para quebrar as espinhas dorsais do DNA em sequências-alvo específicas. Esse sistema demonstrou maior especificidade do que os TALENs ou ZFNs devido ao fato de a proteína Cas9 conter sequências homólogas (complementares) às seções de DNA que circundam o local a ser clivado. Essa fita quebrada pode ser reparada de duas maneiras principais: reparo homólogo dirigido (HDR) se houver uma fita de DNA para ser usada como modelo (homóloga ou doadora) e, se não houver, a sequência será submetida à junção de extremidades não homólogas (NHEJ). A NHEJ geralmente resulta em inserções ou deleções dentro do gene de interesse, devido ao processamento das extremidades das fitas cegas, e é uma forma de estudar nocautes de genes em um ambiente de laboratório. Esse método pode ser usado para reparar uma mutação pontual usando o cromossomo irmão como modelo ou fornecendo um modelo de DNA de fita dupla com o maquinário CRISPR/Cas9 para ser usado como modelo de reparo.
Esse método tem sido usado em modelos humanos e animais (Drosophila, Mus musculus e Arabidopsis), e as pesquisas atuais estão se concentrando em tornar esse sistema mais específico para minimizar os locais de clivagem fora do alvo.

### Edição TALEN
O sistema de edição de genoma TALEN é usado para induzir uma quebra de DNA de fita dupla em um local específico do genoma, que pode então ser usado para mutar ou reparar a sequência de DNA. Ele funciona usando uma sequência repetida específica de um aminoácido com 33-34 aminoácidos de comprimento. A especificidade do local de ligação ao DNA é determinada pelos aminoácidos específicos nas posições 12 e 13 (também chamada de Repetição de Diâmetro Variável (RVD)) dessa repetição, com algumas RVDs mostrando uma maior especificidade para aminoácidos específicos em relação a outros. Depois que a quebra do DNA é iniciada, as extremidades podem ser unidas com NHEJ, que induz mutações, ou por HDR, que pode corrigir mutações.

### Edição ZFN
Semelhante aos TALENs, as nucleases de dedo de zinco (ZFNs) são usadas para criar uma quebra de fita dupla no DNA em um local específico do genoma. O complexo de edição ZFN consiste em uma proteína de dedo de zinco (ZFP) e um domínio de clivagem de enzima de restrição. O domínio ZNP pode ser alterado para mudar a sequência de DNA que a enzima de restrição corta, e esse evento de clivagem inicia processos de reparo celular, semelhantes aos da edição de DNA CRISPR/Cas9.
Em comparação com a edição CRISPR/Cas9, as aplicações terapêuticas dessa tecnologia são limitadas, devido à extensa engenharia necessária para tornar cada ZFN específica para a sequência desejada.